# Jordana Brewster
Jordana Brewster (n. 26 aprilie 1980) este o actriță americană. Și-a început cariera printr-o apariție în serialul All My Children din 1995. După acest film a urmat As the World Turns între anii 1995–2001, în rolul Nikki Munson. A apărut în 1998 în primul său rol într-un lungmetraj, în The Faculty. Acest rol i-a adus notorietate și atenția criticii și a publicului. A urmat un rol în miniseria NBS The 60s din 1999. 
Cel mai important rol al său a fost cel din filmul The Fast and the Furious, din 2001. A mai jucat în D.E.B.S. din 2004, horror-ul The Texas Chainsaw Massacre: The Beginning din 2006 și a patra și a cincea serie a filmului The Fast and the Furious, Fast & Furious din 2009, Fast Five din 2011 și Furious 7 din 2015. A mai apărut în serialul de televiziune al NBC, Chuck între anii 2008–2009.

## Biografie
S-a născut în Panama, fiica Mariei João (născută Leal de Sousa), fost fotomodel brazilian și Alden Brewster, un bancher american. Bunicul său din partea tatălui, Kingman Brewster, Jr., a fost educator, diplomat și președinte al Universității Yale. La doar două luni s-a mutat din Panama în Londra. După șase ani s-a mutat în Rio de Janeiro, Brazilia, țara de origine a mamei ei. Aici a învățat să vorbească fluent portugheza. A plecat din Brazilia la vârsta de zece ani, în Manhattan, New York, unde a locuit timp de 15 ani. Și-a făcut studiile la Convent of the Sacred Heart din New York și a urmat studiile Universității Yale din New Haven, având și o diplomă pentru cunoașterea limbii engleze.

## Filmografie
| An   | Titlu                                      | Rol             | Note |
| ---- | ------------------------------------------ | --------------- | ---- |
| 1998 | The Faculty                                | Delilah Profitt |      |
| 2001 | The Invisible Circus                       | Phoebe          |      |
| 2001 | The Fast and the Furious                   | Mia Toretto     |      |
| 2004 | D.E.B.S.                                   | Lucy Diamond    |      |
| 2005 | Nearing Grace                              | Grace Chance    |      |
| 2006 | Annapolis                                  | Ali Halloway    |      |
| 2006 | The Texas Chainsaw Massacre: The Beginning | Chrissie        |      |
| 2009 | Fast & Furious                             | Mia Toretto     |      |
| 2011 | Fast Five                                  | Mia Toretto     |      |
| 2013 | Fast & Furious 6                           | Mia Toretto     |      |
| 2014 | Home Sweet Hell                            | Dusty           |      |
| 2014 | American Heist                             | Emily           |      |
| 2015 | Fast & Furious 7                           | Mia Toretto     |      |

| An        | Titlu                  | Rol               | Note           |
| --------- | ---------------------- | ----------------- | -------------- |
| 1995      | All My Children        | Anita Santos      | 1 episod       |
| 1995–2001 | As the World Turns     | Nikki Munson      | 114 episoade   |
| 1999      | The '60s               | Sarah Weinstock   | miniserial TV  |
| 2007      | Mr. and Mrs. Smith     | Jane Smith        | TV pilot       |
| 2008–2009 | Chuck                  | Jill Roberts      | 4 episoade     |
| 2010      | Dark Blue              | Maria             | 3 episoade     |
| 2010      | Gigantic               | Celebrity         | 2 episoade     |
| 2012–2014 | Dallas                 | Elena Ramos       | 40 de episoade |
| 2015      | Nuestra Belleza Latina | Guest Appearances | 1 episod       |

## Premii și nominalizări
| An   | Premiu                                                 | Lucrare nominalizată                       | Rezultat     |
| ---- | ------------------------------------------------------ | ------------------------------------------ | ------------ |
| 1997 | Soap Opera Digest Award for Outstanding Teen Performer | As the World Turns                         | Nominalizare |
| 2007 | Teen Choice Award for Choice Movie Actress: Horror     | The Texas Chainsaw Massacre: The Beginning | Nominalizare |
| 2007 | Teen Choice Award for Choice Movie: Scream             | The Texas Chainsaw Massacre: The Beginning | Nominalizare |
| 2009 | Teen Choice Award for Choice Movie Actress: Action     | Fast & Furious                             | Câștigat     |
| 2011 | Teen Choice Award for Choice Movie Actress: Action     | Fast Five                                  | Nominalizare |
| 2012 | ALMA Award For Favorite TV Actress                     | Dallas                                     | Nominalizare |
| 2013 | Imagen Award For Best Supporting Actress in Television | Dallas                                     | Nominalizare |